# Mauvezin (Hautes-Pyrénées)
Mauvezin település Franciaországban, Hautes-Pyrénées megyében. Lakosainak száma 240 fő (2022. január 1.). Mauvezin Gourgue, Artiguemy, Benqué-Molère, Bonnemazon, Capvern, Lutilhous, Péré és Ricaud községekkel határos.

## Népesség
A település népességének változása:
| Lakosok száma | 238  | 235  | 240  | 234  | 234  | 233  | 233  | 237  | 240  |
|               | 2013 | 2015 | 2016 | 2017 | 2018 | 2019 | 2020 | 2021 | 2022 |